# Johannes Megapolensis
Johannes Megapolensis (1603–1670) era un dominie (pastor) de l'Església Reformada holandesa en la colònia holandesa de Nou Netherland (actual estat de Nova York, Estats Units). Servint per diversos anys a Taronja de Fort (present-dia Albany, Nova York) en l'Hudson superior River, fou el primer protestant missioner d'Amèrica del Nord. Més endavant va esdevenir ministre a Manhattan.